# The Gallant Hero and the Tragic Victor
The Gallant Hero and the Tragic Victor is de eenentwintigste aflevering van het twaalfde seizoen van de televisieserie ER, die voor het eerst werd uitgezonden op 11 mei 2006.

## Verhaal
Dr. Gallant is op patrouille in Irak, als hun voertuig op een bermbom rijdt en ontploft. Hij komt hierin te overlijden. 
Dr. Rasgotra krijgt goed nieuws: zij krijgt een stageplaats aangeboden op de afdeling chirurgie. Als zij dit wil vertellen aan haar collega's op de SEH krijgt zij het slechte nieuws te horen uit Irak. Als de dag bijna voorbij is en zij de dood van haar man nog niet helemaal kan bevatten, ziet zij een afscheidsvideoband van haar man.
Dr. Clemente gaat door zijn paranoia jegens Bobby, de ex-man van zijn vriendin, helemaal door het lint en reageert dit af op een taxi door PTSD. Dr. Kovac is door dit voorval genoodzaakt om maatregelen te nemen. Hij laat dr. Clemente opnemen op de afdeling psychiatrie.
Dr. Pratt is weer terug vanuit Afrika en begint weer met het werk op de SEH. Hij moet meteen vol aan de bak, als hij een vader met twee zonen moet behandelen die waarschijnlijk zijn verwond door bendeleden. Al snel ontdekt hij de ware toedracht van het voorval. 
Dr. Morris krijgt een aantrekkelijke baan aangeboden van een groot farmaceutisch bedrijf.

## Rolverdeling

### Hoofdrollen
- Goran Višnjić - Dr. Luka Kovac
- Maura Tierney - Dr. Abby Lockhart
- Mekhi Phifer - Dr. Gregory Pratt
- Parminder Nagra - Dr. Neela Rasgrota
- Shane West - Dr. Ray Barnett
- Scott Grimes - Dr. Archie Morris
- Laura Innes - Dr. Kerry Weaver
- John Leguizamo - Dr. Victor Clemente
- Leland Orser - Dr. Lucien Dubenko
- Dahlia Salem - Dr. Jessica Albright
- Sharif Atkins - Dr. Michael Gallant
- Maury Sterling - Dr. Nelson
- Linda Cardellini - verpleegster Samantha Taggart
- Laura Cerón - verpleegster Chuny Marquez
- Dinah Lenney - verpleegster Shirley
- Montae Russell - ambulancemedewerker Dwight Zadro
- Demetrius Navarro - ambulancemedewerker Morales
- Louie Liberti - ambulancemedewerker Bardelli
- Emily Wagner - ambulancemedewerker Doris Pickman
- Troy Evans - Frank Martin
- Sara Gilbert - Jane Figler

### Gastrollen (selectie)
- Christopher Amitrano - politieagent Hollis
- Bobby Nish - politieagent Yau
- Tim Griffin - kapitein John Evans
- Braeden Lemasters - Sean
- Greg Ainsworth - Dennis
- Kwame Amoaku - taxichauffeur